# Galantis
Galantis ist ein von den beiden Schweden Christian Karlsson und Linus Eklöw gegründetes Musikprojekt. Bekannt wurden sie 2014 durch den internationalen Hit Runaway (U & I). Kurz nach der Veröffentlichung ihres zweiten Albums The Aviary im Jahr 2017 entschloss sich Eklöw aus dem Projekt zurückzuziehen. Dennoch trat er bis 2021 weiterhin bei Live-Auftritten und in Musikvideos als Teil des Projekts auf.

## Bandgeschichte
Christian Karlsson hatte bereits in den frühen 2000ern internationalen Erfolg als Produzent. Unter dem Namen Bloodshy arbeitete er unter anderem mit Jennifer Lopez, Madonna und Britney Spears zusammen. Für die Produktion ihrer Single Toxic gewann er einen Grammy. Unter seinem eigenen Namen wurde er Ende der 2000er als Mitglied von Miike Snow bekannt. Linus Eklöw ist als DJ und Produzent unter dem Namen Style of Eye vor allem in Schweden bekannt. Sein größter internationaler Erfolg ist die Beteiligung an I Love It von Icona Pop.
Im Frühjahr des Jahres 2012 begannen die beiden Musiker, nach früheren gemeinsam Kollaborationen ihren Stil weiterzuentwickeln und ihre Produktionen von nun an mit dem Finden einer Melodie durch Piano- oder Gitarrenspiel zu beginnen. Des Weiteren wurden ihre Lieder seitdem unter dem Projektnamen Galantis veröffentlicht. Ihr Debüt feierten sie mit dem Lied Jumbo, das in Zusammenarbeit mit dem kanadischen DJ und Produzenten A-Trak entstand. Ihre erste Solo-Single erschien mit Smile über das Plattenlabel Atlantic Records, bei dem sie seit 2013 unter Vertrag stehen. Beim Coachella-Festival hatten sie im Frühjahr 2014 ihren ersten erfolgreichen gemeinsamen Liveauftritt. Es folgte eine Tournee durch Nordamerika.
Im Herbst 2014 hatten Galantis dann ihren ersten größeren Hit mit dem Song Runaway (U & I), der in den US-Dance/Electronic-Charts Platz 15 erreichte. Er wurde Ende des Jahres auch in Europa veröffentlicht und kam zuerst in Nordeuropa in die Charts. In den Nederlandse Top 40 stieg es im Januar 2015 bis auf Platz 1 und auch in Frankreich und den deutschsprachigen Ländern kam das Lied in die offiziellen Charts. Insbesondere auf großen Musikfestivals erreichte es starke Beliebtheit, wurde von unter anderem Hardwell, David Guetta und W&W supported und war letztlich auch in den Aftermovies des Tomorrowland Brasil und des Ultra Music Festivals zu hören. Mit Gold Dust folgte im Frühjahr eine weitere Single, die in USA und Europa in den Dancecharts erfolgreich war. Der Erfolg des Liedes wurde jedoch von der Nachfolgersingle Peanut Butter Jelly, die am 20. April 2015 veröffentlicht wurde, übertroffen. Der Track stieg unter anderem in Deutschland, Großbritannien und den Niederlanden in die Top-100 ein.
Nachdem die fünfte Singleauskopplung In My Head aus ihrem Debütalbum keine Chartplatzierungen mehr erreichen konnte, erschien im Frühjahr 2016 das Lied No Money, das anfangs eher schwache Platzierungen erreichte, sich jedoch ähnlich wie die Vorgänger Woche um Woche nach oben vorarbeitete. Nachdem das Duo unter anderem in Deutschland, Österreich oder auch Großbritannien Top-20-Platzierungen und in Norwegen sogar eine Nummer-eins-Platzierung erreichte, wurde das Lied als Kandidat für einen womöglichen Sommerhit gehandelt.
Love on Me erschien im Spätsommer 2016 als Nachfolger zu No Money. Aufgenommen wurde es in Zusammenarbeit mit Hook n Sling. In Großbritannien erreichte der Track Goldstatus. Rich Boy, Pillow Fight und Hunter wurden im Frühjahr 2017 als weitere Vorabsingles ihres zweiten Studioalbums The Aviary veröffentlicht. Letztere erreichte die Single-Charts mehrerer europäischer Länder. Das Album erschien am 15. September 2017 parallel mit der Promo-Single Girls on Boys, die gemeinsam mit Sängerin Rozes entstand.
2018 brachte Galantis weitere Singles heraus, aber mit den Songs Spaceship und Satisfied erreichten sie nur in ihrer Heimat die Charts. Erst die Zusammenarbeit mit OneRepublic bei Bones war Anfang 2019 wieder ein größerer internationaler Hit.
Anfang des Jahres veröffentlichte Nintendo einen Trailer, um die geplante Eröffnung der Nintendo World zu zelebrieren, für den Galantis und Charli XCX den Song „We Are Born To Play“ beisteuerten. Am 7. Februar erschien das Album Church, das alle bisher erschienenen Singles aus 2019 und 2020 beinhaltet. Es entstand in Kooperation mit „Bali Bandits“, die acht Tracks co-produzierten. Darauf folgte die Single The Lake, die in Zusammenarbeit mit Wrabel entstand. Der Song sticht aus dem bisherigen Schaffen heraus, weil er ungewöhnlich ruhig für Galantis’ Verhältnisse ist.

## Diskografie

### Studioalben
| Jahr | Titel Musiklabel                           | Höchstplatzierung, Gesamtwochen, AuszeichnungChartplatzierungen (Jahr, Titel, Musiklabel, Platzierungen, Wochen, Auszeichnungen, Anmerkungen) | Höchstplatzierung, Gesamtwochen, AuszeichnungChartplatzierungen (Jahr, Titel, Musiklabel, Platzierungen, Wochen, Auszeichnungen, Anmerkungen) | Höchstplatzierung, Gesamtwochen, AuszeichnungChartplatzierungen (Jahr, Titel, Musiklabel, Platzierungen, Wochen, Auszeichnungen, Anmerkungen) | Höchstplatzierung, Gesamtwochen, AuszeichnungChartplatzierungen (Jahr, Titel, Musiklabel, Platzierungen, Wochen, Auszeichnungen, Anmerkungen) | Anmerkungen                                                 |
| Jahr | Titel Musiklabel                           | UK | US | Dance | SE | Anmerkungen                                                 |
| ---- | ------------------------------------------ | --- | --- | --- | --- | ----------------------------------------------------------- |
| 2015 | Pharmacy Atlantic Records / Warner Music   | UK71 (2 Wo.)UK | US45 Gold · (4 Wo.)US | Dance1 (39 Wo.)Dance | SE7 (17 Wo.)SE | Erstveröffentlichung: 8. Juni 2015 Verkäufe: + 587.500      |
| 2017 | The Aviary Atlantic Records / Warner Music | UK58 (1 Wo.)UK | US102 (1 Wo.)US | Dance4 (18 Wo.)Dance | — | Erstveröffentlichung: 15. September 2017 Verkäufe: + 40.000 |
| 2020 | Church Atlantic Records / Warner Music     | — | — | Dance4 (5 Wo.)Dance | — | Erstveröffentlichung: 7. Februar 2020                       |

### EPs
| Jahr | Titel Musiklabel                     | Höchstplatzierung, Gesamtwochen, AuszeichnungChartsChartplatzierungen (Jahr, Titel, Musiklabel, Platzierungen, Wochen, Auszeichnungen, Anmerkungen) | Anmerkungen                         |
| Jahr | Titel Musiklabel                     | Dance | Anmerkungen                         |
| ---- | ------------------------------------ | --- | ----------------------------------- |
| 2014 | Galantis Big Beat / Atlantic Records | Dance17 (1 Wo.)Dance | Erstveröffentlichung: 1. April 2014 |

### Singles
| Jahr | Titel Album                                            | Höchstplatzierung, Gesamtwochen, AuszeichnungChartplatzierungen (Jahr, Titel, Album, Platzierungen, Wochen, Auszeichnungen, Anmerkungen) | Höchstplatzierung, Gesamtwochen, AuszeichnungChartplatzierungen (Jahr, Titel, Album, Platzierungen, Wochen, Auszeichnungen, Anmerkungen) | Höchstplatzierung, Gesamtwochen, AuszeichnungChartplatzierungen (Jahr, Titel, Album, Platzierungen, Wochen, Auszeichnungen, Anmerkungen) | Höchstplatzierung, Gesamtwochen, AuszeichnungChartplatzierungen (Jahr, Titel, Album, Platzierungen, Wochen, Auszeichnungen, Anmerkungen) | Höchstplatzierung, Gesamtwochen, AuszeichnungChartplatzierungen (Jahr, Titel, Album, Platzierungen, Wochen, Auszeichnungen, Anmerkungen) | Höchstplatzierung, Gesamtwochen, AuszeichnungChartplatzierungen (Jahr, Titel, Album, Platzierungen, Wochen, Auszeichnungen, Anmerkungen) | Höchstplatzierung, Gesamtwochen, AuszeichnungChartplatzierungen (Jahr, Titel, Album, Platzierungen, Wochen, Auszeichnungen, Anmerkungen) | Anmerkungen |
| Jahr | Titel Album                                            | DE | AT | CH | UK | US | Dance | SE | Anmerkungen |
| ---- | ------------------------------------------------------ | --- | --- | --- | --- | --- | --- | --- | --- |
| 2014 | Runaway (U & I) Pharmacy                               | DE58 Platin · (26 Wo.)DE | AT39 (25 Wo.)AT | CH42 Gold · (21 Wo.)CH | UK4 ×2Doppelplatin · (29 Wo.)UK | US— ×3DreifachplatinUS | Dance9 (41 Wo.)Dance | SE25 ×2Doppelplatin · (34 Wo.)SE | Erstveröffentlichung: 5. Oktober 2014 Verkäufe: + 5.625.000                                                     |
| 2015 | Gold Dust Pharmacy                                     | — | — | — | — | — | Dance26 (3 Wo.)Dance | — | Erstveröffentlichung: 23. Februar 2015                                                                          |
| 2015 | Peanut Butter Jelly Pharmacy                           | DE76 (16 Wo.)DE | AT70 (1 Wo.)AT | — | UK8 Platin · (30 Wo.)UK | US— PlatinUS | Dance18 (26 Wo.)Dance | SE17 Gold · (27 Wo.)SE | Erstveröffentlichung: 20. April 2015 Verkäufe: + 1.985.000                                                      |
| 2015 | In My Head Pharmacy                                    | — | — | — | — | — | Dance46 (2 Wo.)Dance | — | Erstveröffentlichung: 30. Oktober 2015                                                                          |
| 2016 | No Money The Aviary                                    | DE10 Platin · (29 Wo.)DE | AT9 Gold · (26 Wo.)AT | CH13 Gold · (28 Wo.)CH | UK4 ×2Doppelplatin · (28 Wo.)UK | US88 ×2Doppelplatin · (5 Wo.)US | Dance7 (26 Wo.)Dance | SE4 (29 Wo.)SE | Erstveröffentlichung: 31. März 2016 Verkäufe: + 4.595.833                                                       |
| 2016 | Love on Me The Aviary                                  | DE39 Gold · (14 Wo.)DE | AT46 (9 Wo.)AT | CH64 (6 Wo.)CH | UK16 Platin · (21 Wo.)UK | — | Dance18 (20 Wo.)Dance | SE27 (19 Wo.)SE | Erstveröffentlichung: 30. September 2016 Verkäufe: + 990.000; mit Hook n Sling feat. Laura White & Cathy Dennis |
| 2016 | Pillow Fight The Aviary                                | — | — | — | — | — | Dance19 (5 Wo.)Dance | — | Erstveröffentlichung: 15. Dezember 2016                                                                         |
| 2017 | Rich Boy –                                             | — | — | — | UK60 (1 Wo.)UK | — | Dance31 (5 Wo.)Dance | — | Erstveröffentlichung: 17. Februar 2017                                                                          |
| 2017 | Hunter The Aviary                                      | DE35 Gold · (18 Wo.)DE | AT37 (15 Wo.)AT | CH93 (3 Wo.)CH | — | — | Dance21 (15 Wo.)Dance | SE24 (19 Wo.)SE | Erstveröffentlichung: 5. Mai 2017 Verkäufe: + 200.000                                                           |
| 2017 | True Feeling The Aviary                                | — | — | — | — | — | Dance25 (6 Wo.)Dance | — | Erstveröffentlichung: 21. Juli 2017                                                                             |
| 2017 | Tell Me You Love Me The Aviary                         | — | — | — | — | — | Dance38 (15 Wo.)Dance | — | Erstveröffentlichung: 15. September 2017 Verkäufe: + 35.000; mit Throttle                                       |
| 2017 | Girls on Boys The Aviary                               | — | — | — | — | — | Dance32 (3 Wo.)Dance | — | Erstveröffentlichung: 15. September 2017 mit Rozes                                                              |
| 2018 | Spaceship –                                            | — | — | — | — | — | Dance36 (8 Wo.)Dance | SE92 (1 Wo.)SE | Erstveröffentlichung: 18. Mai 2018 mit Uffie                                                                    |
| 2018 | Satisfied –                                            | — | — | — | — | — | Dance22 (6 Wo.)Dance | SE85 (2 Wo.)SE | Erstveröffentlichung: 13. Juli 2018 mit Max                                                                     |
| 2018 | Mama Look at Me Now –                                  | — | — | — | — | — | Dance25 (3 Wo.)Dance | — | Erstveröffentlichung: 13. Juli 2018                                                                             |
| 2018 | Emoji –                                                | — | — | — | — | — | Dance42 (1 Wo.)Dance | — | Erstveröffentlichung: 2. November 2018                                                                          |
| 2018 | San Francisco –                                        | — | — | — | — | — | Dance37 (2 Wo.)Dance | — | Erstveröffentlichung: 21. Dezember 2018 feat. Sofia Carson                                                      |
| 2019 | Bones Church                                           | — | AT58 (1 Wo.)AT | CH63 (11 Wo.)CH | — | — | Dance17 (20 Wo.)Dance | SE46 (3 Wo.)SE | Erstveröffentlichung: 31. Januar 2019 Verkäufe: + 85.000; feat. OneRepublic                                     |
| 2019 | Roots –                                                | — | — | — | — | — | Dance25 (8 Wo.)Dance | — | Erstveröffentlichung: 16. August 2019 mit Valerie Broussard                                                     |
| 2019 | Holy Water Church                                      | — | — | — | — | — | Dance27 (3 Wo.)Dance | — | Erstveröffentlichung: 27. September 2019                                                                        |
| 2019 | Faith Church                                           | — | — | — | — | US— GoldUS | Dance10 (26 Wo.)Dance | — | Erstveröffentlichung: 25. Oktober 2019 Verkäufe: + 580.000; mit Dolly Parton feat. Mr. Probz                    |
| 2020 | Never Felt a Love like This Scooby! Voll verwedelt OST | — | — | — | — | — | Dance25 (11 Wo.)Dance | — | Erstveröffentlichung: 7. Februar 2020 mit Hook n Sling feat. Dotan                                              |
| 2020 | I Fly –                                                | — | — | — | — | — | Dance29 (2 Wo.)Dance | — | Erstveröffentlichung: 23. April 2020 mit Faouzia                                                                |
| 2020 | Only a Fool –                                          | — | — | — | — | — | Dance21 (20 Wo.)Dance | — | Erstveröffentlichung: 29. Mai 2020 mit Ship Wreck feat. Pink Sweat$                                             |
| 2020 | Pretty Please –                                        | — | — | — | — | — | Dance12 (12 Wo.)Dance | — | Erstveröffentlichung: 4. September 2020 mit Jackson Wang                                                        |
| 2021 | Dandelion –                                            | — | — | — | — | — | Dance19 (22 Wo.)Dance | — | Erstveröffentlichung: 8. Januar 2021 mit Jvke                                                                   |
| 2021 | The Best –                                             | — | — | — | — | — | Dance45 (1 Wo.)Dance | — | Erstveröffentlichung: 30. April 2021 mit Hook n Sling & Karen Harding                                           |
| 2021 | Heartbreak Anthem Between Us (Deluxe Edition)          | DE57 (12 Wo.)DE | AT53 Gold · (5 Wo.)AT | CH51 (15 Wo.)CH | UK3 ×2Doppelplatin · (29 Wo.)UK | US— GoldUS | Dance6 (26 Wo.)Dance | SE36 (18 Wo.)SE | Erstveröffentlichung: 20. Mai 2021 Verkäufe: + 1.975.000; mit David Guetta & Little Mix                         |
| 2021 | Tears for Later Forever                                | — | — | — | — | — | Dance22 (2 Wo.)Dance | — | Erstveröffentlichung: 30. Juli 2021 mit Don Diablo                                                              |
| 2021 | Sweet Talker Night Call                                | — | — | — | UK26 Gold · (17 Wo.)UK | — | Dance21 (12 Wo.)Dance | — | Erstveröffentlichung: 24. November 2021 Verkäufe: + 400.000; mit Years & Years                                  |
| 2021 | Alien –                                                | — | — | — | — | — | Dance41 (2 Wo.)Dance | — | Erstveröffentlichung: 10. Dezember 2021 Verkäufe: + 25.000; mit Lucas & Steve & Ilira                           |
| 2022 | When the Lights Go Down –                              | — | — | — | — | — | Dance40 (1 Wo.)Dance | — | Erstveröffentlichung: 21. Januar 2022 mit Dvbbs feat. Cody Simpson                                              |
| 2022 | Run Only Honest on the Weekend (Deluxe)                | — | — | — | UK21 Gold · (12 Wo.)UK | — | Dance17 (18 Wo.)Dance | — | Erstveröffentlichung: 25. Februar 2022 Verkäufe: + 400.000; mit Becky Hill                                      |
| 2022 | Good Luck About Last Night…                            | — | — | — | UK45 (9 Wo.)UK | — | Dance22 (3 Wo.)Dance | — | Erstveröffentlichung: 18. März 2022 mit Mabel & Jax Jones                                                       |
| 2022 | Fading Like a Flower –                                 | — | — | — | — | — | — | SE90 (1 Wo.)SE | Erstveröffentlichung: 22. April 2022 mit Roxette                                                                |
| 2022 | Damn (You've Got Me Saying) –                          | — | — | — | — | — | Dance29 (3 Wo.)Dance | — | Erstveröffentlichung: 11. November 2022 mit David Guetta & MNEK                                                 |
| 2023 | Hungry Heart Hiroquest 2: Double Helix                 | — | — | — | — | — | Dance39 (1 Wo.)Dance | — | Erstveröffentlichung: 3. März 2023 mit Steve Aoki & Hayley Kiyoko                                               |
| 2023 | Fool 4 U –                                             | — | — | — | — | — | Dance31 (2 Wo.)Dance | — | Erstveröffentlichung: 4. Mai 2023 mit Jvke feat. Enisa                                                          |
| 2024 | Lighter –                                              | — | — | — | UK78 (3 Wo.)UK | — | Dance9 (10 Wo.)Dance | — | Erstveröffentlichung: 1. März 2024 feat. David Guetta & 5 Seconds of Summer                                     |

Weitere Singles
- 2012: Raveheart / Tank
- 2012: Jumbo (A-Trak feat. Galantis)
- 2013: Smile
- 2014: You
- 2016: Louder Harder Better
- 2016: Make Me Feel (mit East & Young)
- 2019: I Found U (mit Passion Pit)
- 2019: We Can Get High (mit Yellow Claw)
- 2020: Born to Play (feat. Charli XCX, Produktion für den Teaser zum Super Nintendo World Park Japan)
- 2020: Steel
- 2020: Unless It Hurts
- 2020: Stella
- 2020: The Lake (mit Wrabel)
- 2020: Tu Tu Tu (That's Why We) (mit  Nghtmre feat. Liam O’Donnell)
- 2022: DNA (mit Craig David)
- 2023: Bang Bang (My Neurodivergent Anthem)
- 2023: Koala
- 2023: Dreamteam (feat. Neon Trees)
- 2023: Little Bit Yours (feat. Hannah Boleyn)
- 2024: One, Two & 3
- 2024: Dust
- 2024: Mountains (mit Jonas Blue & Zoe Wees)

## Auszeichnungen für Musikverkäufe
| Goldene Schallplatte - Australien - 2019: für die Single Tell Me You Love Me - Brasilien - 2020: für die Single Bones - Dänemark - 2016: für die Single Runaway (U & I) - 2023: für die Single Heartbreak Anthem - Italien - 2019: für die Single Bones - 2023: für die Single Heartbreak Anthem - Kanada - 2020: für die Single Bones - 2020: für das Album The Aviary - 2020: für das Album Pharmacy - Mexiko - 2015: für die Single Runaway (U & I) - Neuseeland - 2018: für das Album The Aviary - 2020: für das Album Pharmacy - Polen - 2024: für die Single Alien - Portugal - 2022: für die Single Heartbreak Anthem - Spanien - 2024: für die Single Heartbreak Anthem | Platin-Schallplatte - Australien - 2016: für die Single No Money - Belgien - 2016: für die Single Runaway (U & I) - 2016: für die Single No Money - Brasilien - 2020: für das Album Pharmacy - Dänemark - 2016: für die Single No Money - Frankreich - 2017: für die Single No Money - Italien - 2017: für die Single Runaway (U & I) - 2018: für die Single Love on Me - Kanada - 2020: für die Single Peanut Butter Jelly - 2020: für die Single Love on Me - 2022: für die Single Heartbreak Anthem - 2022: für die Single Faith - Neuseeland - 2016: für die Single Peanut Butter Jelly - Norwegen - 2016: für die Single Peanut Butter Jelly - Polen - 2018: für die Single Peanut Butter Jelly - 2021: für die Single Runaway (U & I) - 2024: für die Single Heartbreak Anthem - Portugal - 2020: für die Single No Money - 2022: für die Single Runaway (U & I) - Spanien - 2024: für die Single Runaway (U & I) | 2× Platin-Schallplatte - Australien - 2015: für die Single Runaway (U & I) - Kanada - 2020: für die Single No Money - Neuseeland - 2023: für die Single No Money - 2024: für die Single Love on Me - Norwegen - 2016: für die Single Runaway (U & I) - Spanien - 2016: für die Single No Money 3× Platin-Schallplatte - Australien - 2016: für die Single Peanut Butter Jelly - Brasilien - 2020: für die Single No Money - 2020: für die Single Runaway (U & I) - Italien - 2017: für die Single No Money - Kanada - 2022: für die Single Runaway (U & I) - Neuseeland - 2024: für die Single Runaway (U & I) Diamantene Schallplatte - Polen - 2018: für die Single No Money |

Anmerkung: Auszeichnungen in Ländern aus den Charttabellen bzw. Chartboxen sind in ebendiesen zu finden.
| Land/RegionAuszeichnungen für Musikverkäufe (Land/Region, Auszeichnungen, Verkäufe, Quellen) | Gold       | Platin       | Diamant  | Verkäufe  | Quellen              |
| -------------------------------------------------------------------------------------------- | ---------- | ------------ | -------- | --------- | -------------------- |
| Australien (ARIA)                                                                            | Gold1      | 6× Platin6   | —        | 455.000   | aria.com.au          |
| Belgien (BRMA)                                                                               | —          | 2× Platin2   | —        | 60.000    | ultratop.be          |
| Brasilien (PMB)                                                                              | Gold1      | 7× Platin7   | —        | 300.000   | pro-musicabr.org.br  |
| Dänemark (IFPI)                                                                              | 2× Gold2   | Platin1      | —        | 165.000   | ifpi.dk              |
| Deutschland (BVMI)                                                                           | 2× Gold2   | 2× Platin2   | —        | 1.200.000 | musikindustrie.de    |
| Frankreich (SNEP)                                                                            | —          | Platin1      | —        | 133.333   | snepmusique.com      |
| Italien (FIMI)                                                                               | 2× Gold2   | 5× Platin5   | —        | 325.000   | fimi.it              |
| Kanada (MC)                                                                                  | 3× Gold3   | 9× Platin9   | —        | 840.000   | musiccanada.com      |
| Mexiko (AMPROFON)                                                                            | Gold1      | —            | —        | 30.000    | amprofon.com.mx      |
| Neuseeland (RMNZ)                                                                            | 2× Gold2   | 8× Platin8   | —        | 232.500   | radioscope.co.nz NZ2 |
| Norwegen (IFPI)                                                                              | —          | 3× Platin3   | —        | 120.000   | ifpi.no              |
| Österreich (IFPI)                                                                            | 2× Gold2   | —            | —        | 30.000    | ifpi.at              |
| Polen (ZPAV)                                                                                 | Gold1      | 3× Platin3   | Diamant1 | 245.000   | olis.pl              |
| Portugal (AFP)                                                                               | Gold1      | 2× Platin2   | —        | 25.000    | Einzelnachweise      |
| Schweden (IFPI)                                                                              | Gold1      | 2× Platin2   | —        | 100.000   | sverigetopplistan.se |
| Schweiz (IFPI)                                                                               | 2× Gold2   | —            | —        | 30.000    | hitparade.ch         |
| Spanien (Promusicae)                                                                         | Gold1      | 3× Platin3   | —        | 170.000   | elportaldemusica.es  |
| Vereinigte Staaten (RIAA)                                                                    | 3× Gold3   | 6× Platin6   | —        | 7.500.000 | riaa.com             |
| Vereinigtes Königreich (BPI)                                                                 | 2× Gold2   | 8× Platin8   | —        | 5.400.000 | bpi.co.uk            |
| Insgesamt                                                                                    | 27× Gold27 | 68× Platin68 | Diamant1 |           |                      |